# Hans Huber (Komponist)
Hans Huber (eigentlich Johann Alexander Huber; * 24. Juni 1852 [abweichend 28. Juni 1852] in Schönenwerd; † 25. Dezember 1921 in Locarno) war ein Schweizer Komponist, Pianist und Musikpädagoge.

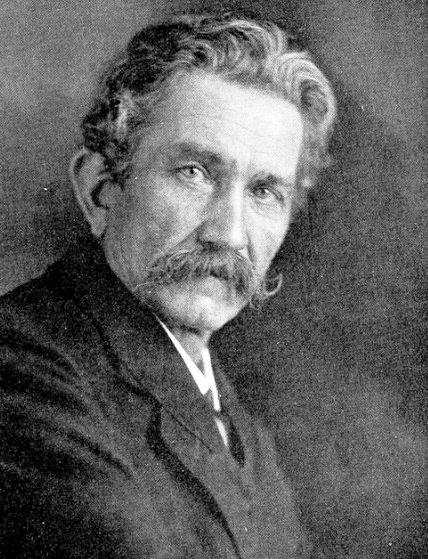
Hans Huber (1910)

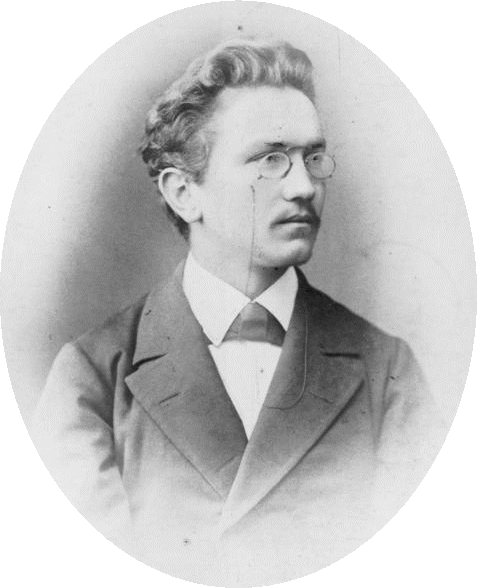
Hans Huber als junger Mann.

## Leben
Hans Huber wurde im solothurnischen Schönenwerd geboren. Dort nahm sein Vater eine Stelle als Buchhalter an und Hans Huber verbrachte in der Folge die ersten Jahre seiner Kindheit. Seine ersten musikalischen Eindrücke soll er durch den Besuch der Messen in der dortigen Stiftskirche und durch seine Eltern erhalten haben – der Vater war Amateurmusiker, auch die Mutter stammte aus einer «musikliebenden Familie». Zehnjährig wurde Hans Huber in das dem St. Ursenstift in Solothurn angeschlossene Partisteninstitut aufgenommen und zum Sängerknaben ausgebildet. Früh zeigte er sein Talent am Klavier. 1870 begann er sein Studium bei Carl Reinecke am Konservatorium Leipzig.
Nach einer ersten Anstellung im Elsass zog er 1877 nach Basel, wo er als Klavierlehrer an der Allgemeinen Musikschule wirkte, die er ab 1896 leitete. Zusammen mit dem in Zürich wirkenden Friedrich Hegar regte Huber die Gründung des Schweizerischen Tonkünstlervereins (STV) im Jahre 1900 an. Ebenso war er für die Gründung des Basler Konservatoriums (1905) zuständig. Mit dem Ehrendoktortitel der Universität Basel (1892) ausgezeichnet, leitete er von 1899 bis 1902 den Basler Gesangverein und amtierte bis 1918 als Direktor des Konservatoriums in Basel.

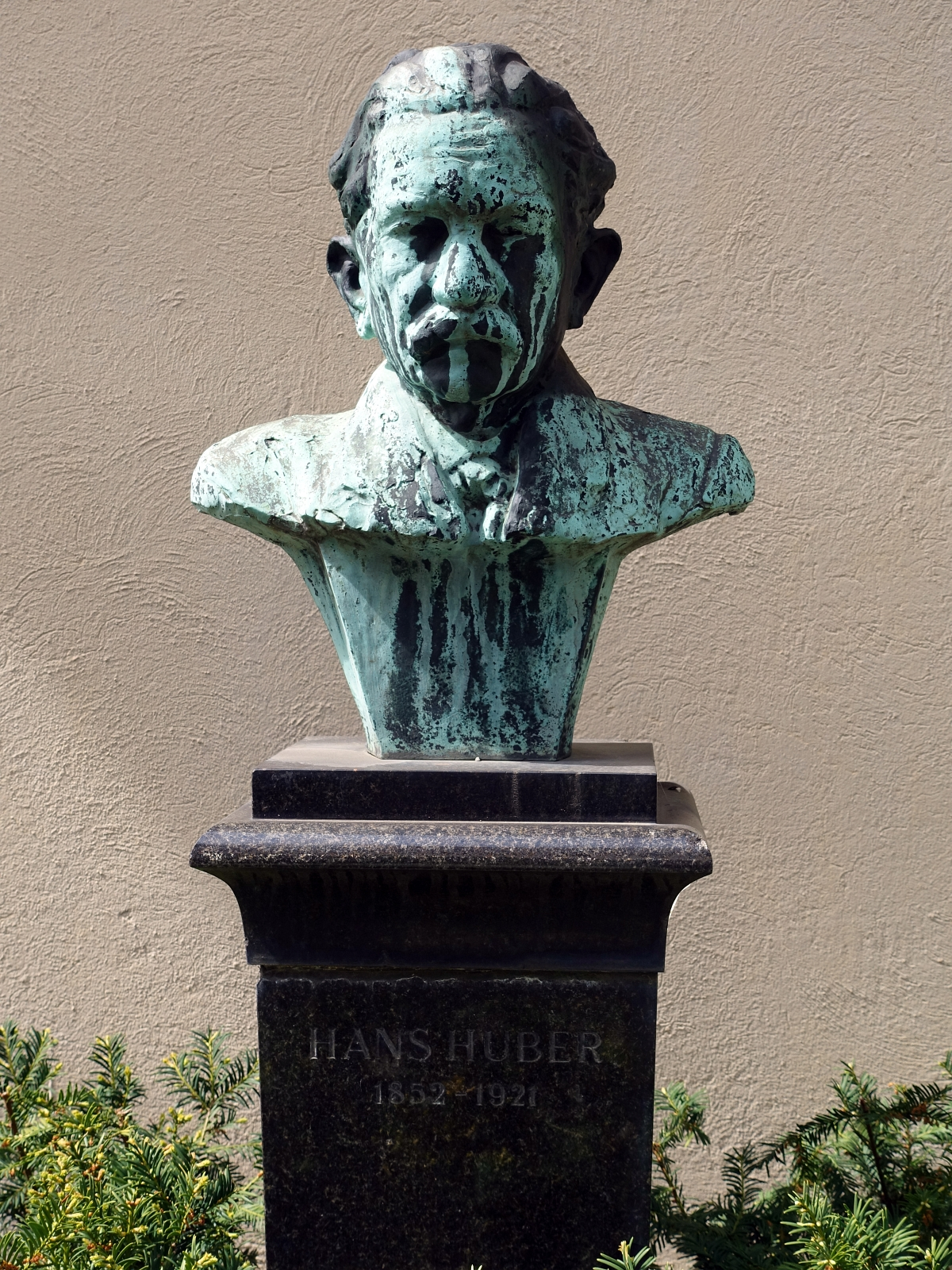
Büste von Otto Roos, Musik-Akademie der Stadt Basel

Als Hans Hubers Hauptwerke gelten: Opern Der Simplicius (Libretto: Albrecht Mendelssohn Bartholdy) und Die schöne Belinda (Gian Bundi); das Oratorium Weissagung und Erfüllung, Missa festiva; acht Sinfonien (Nr. 1 Tell-Sinfonie op. 63, Nr. 2 Böcklin-Sinfonie op. 115, Nr. 3 Heroische op. 118, Nr. 7 Schweizerische); vier Klavierkonzerte; zwei Violinkonzerte; Klavierquintett op. 111; vier Klaviertrios; neun Violinsonaten; vier Violoncello-Sonaten; zahlreiche Werke für Klavier zu zwei und zu vier Händen, ferner Lieder und Chorwerke mit und ohne Begleitung. Er schrieb auch die Musik für zwei Festspiele von Rudolf Wackernagel, die 1892 für die Kleinbasler Gedenkfeier und 1901 zur Erinnerung an den Eintritt Basels zur Eidgenossenschaft entstanden. Das sinfonische Schaffen brachte Huber Anerkennung durch die Fachwelt und die Festspielmusiken verhalfen ihm zu grosser Popularität.
Seine letzten Lebensjahre verbrachte Hans Huber in Minusio in der Villa Ginia und verstarb 1921 in Locarno. Er heiratete 1880 Ida Angelika Petzold. Sie war die Tochter des Karl Eugen Petzold. Ihre gemeinsame Tochter Elisabeth (geb. 15. Januar 1889; gest. 28. August 1972) heiratete Franz Merke.
Zu seinen Ehren wurde der Kammermusiksaal des Basler Stadtcasinos in Hans Huber-Saal umbenannt; zudem wurde 1930 im Basler Stadtteil Gundeldingen eine Strasse nach ihm benannt. Hans-Huber-Strassen gibt es auch in Solothurn (in einem kleinen «Komponistenquartier», in dem auch Strassen nach Stephan Jaeggi und Edmund Wyss benannt sind) und in Zürich.

## Werke (Auswahl)

### Orchesterwerke
Sinfonien

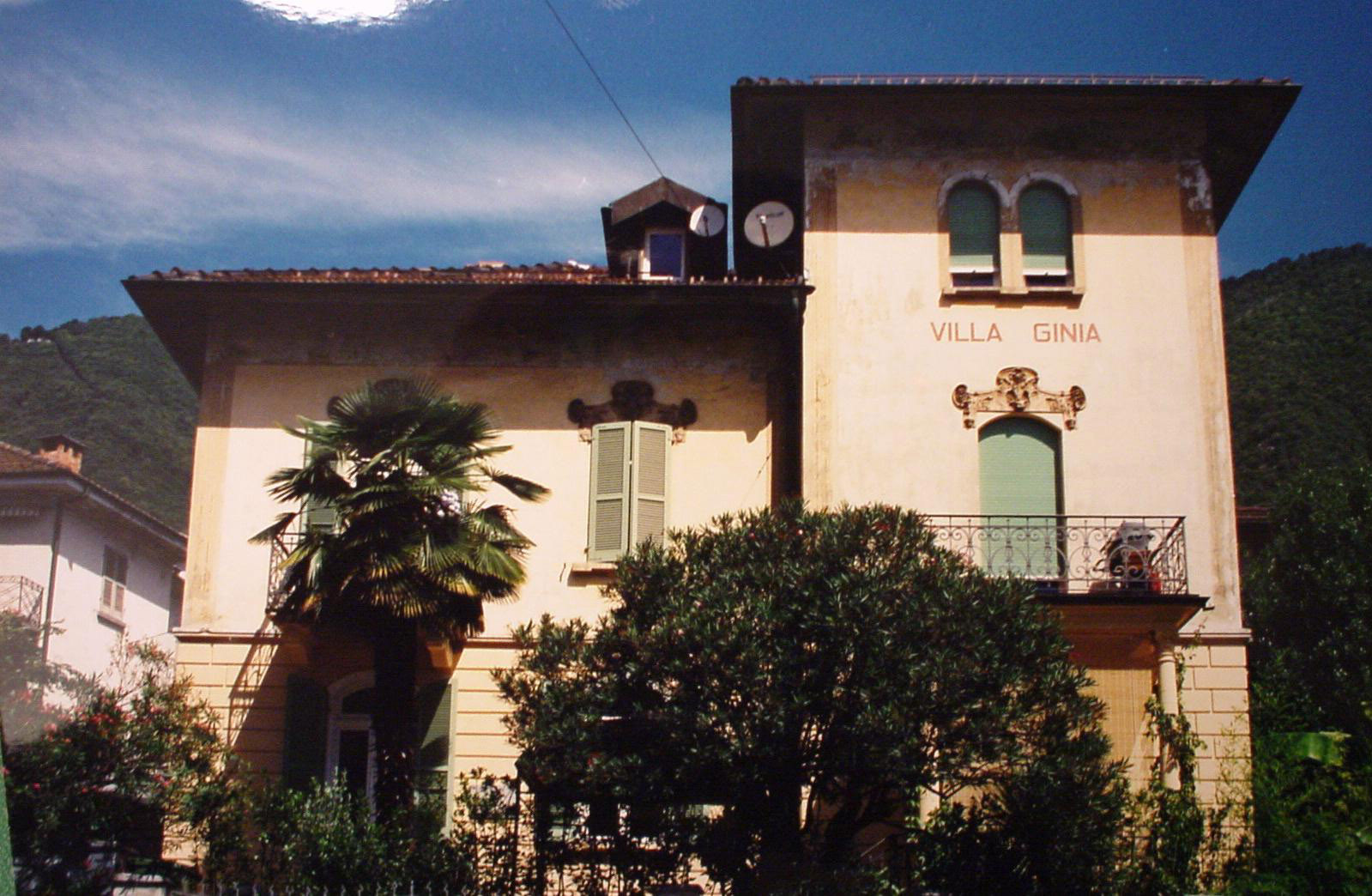
Villa Ginia

- Sinfonie Es-Dur (unvollständig, 1870–1877)
- 1. Sinfonie d-Moll (Tell-Sinfonie, 1880)
- Sinfonie A-Dur (ursprünglich 2. Sinfonie, vom Komponisten zurückgezogen, 1889)
- 2. Sinfonie e-Moll (Böcklin, 1897, 1900)
- 3. Sinfonie C-Dur (Heroische, 1902)
- 4. Sinfonie A-Dur (Akademische, 1903, 1917)
- 5. Sinfonie F-Dur (Romantische, Der Geiger zu Gmünd, 1905)
- 6. Sinfonie A-Dur (Giojosa, 1911)
- 7. Sinfonie d-Moll (Schweizerische, 1917)
- 8. Sinfonie F-Dur (Frühling, 1920)

Klavierkonzerte
- Klavierkonzert Nr. 1 c-Moll, op. 36 (1878)
- Klavierkonzert Nr. 2 G-Dur, op. 107
- Klavierkonzert Nr. 3 D-Dur, op. 113 (1899)
- Klavierkonzert Nr. 4 B-Dur (1911)

Weitere Orchesterwerke
- Eine Lustspiel-Ouvertüre, op. 50 (1878)
- Sinfonische Einleitung zur Oper Der Simplicius
- An das Vaterland (sinfonische Ode)
- 2 Serenaden: Sommernächte (1885) und Winternächte (1895)

### Bühnenwerke
Opern
- Weltfrühling (Libretto von Rudolf Wackernagel, 1894)
- Kudrun (Libretto von Stephan Born, 1896)
- Der Simplicius (Libretto von Albrecht Mendelssohn Bartholdy, 1899, 1912, 1915)
- Frutta di mare (Libretto von Fritz Karmin, 1913)
- Der gläserne Berg (unvollendet, Libretto von Gian Bundi, 1915)
- Die schöne Belinda (Libretto von Gian Bundi, 1916)

Bühnenmusiken
- Musik zu einem Festspiele (zur Kleinbasler Gedenkfeier, Text von Rudolf Wackernagel, 1892)
- Der Basler Bund 1501 (zur 500. Basler Bundesfeier, Text von Rudolf Wackernagel, 1901)
- Der Weihnachtsstern (Krippenspiel, Text von Meinrad Lienert, 1916)

Sonstige Orchesterwerke
- 4 Klavierkonzerte
- 2 Violinkonzerte
- Suite für Violoncello und Orchester

### Chorwerke
Oratorien
- Der heilige Hain (1910)
- Weissagung und Erfüllung (1913)

Messen
- Missa festiva in Es (Kleine Einsiedler-Messe)
- Missa festiva in honorem Beatae Mariae Virginis D-Dur (Grosse Einsiedler-Messe)
- Missa festiva in honorem Beatae Mariae Virginis F-Dur (Männerchor und Orgel)
- Missa in honorem Sancti Ursi
- Eine Fest-Messe

Kantaten
- Aussöhnung (Männerchor, Soli und Orchester; 1879)
- Pandora (gemischter Chor, Sopransolo und Orchester; 1883)
- Caenis (Männerchor, Altsolo und Orchester; Text von J. V. Widmann; 1890)
- Heldenehren (Männerchor, Knaben- oder Frauenchor, Sopransolo, Baritonsolo und Orchester; 1909–1913)
- Kantate zum Jubiläum der Universität Basel (gemischter Chor, Männerchor, Knabenchor, Soli, Orchester und Orgel; 1910)
- Meerfahrt (Ode für Männerchor, Solo und Orchester)

Sonstige Chorwerke
- 25 Männerchöre a cappella
- Serbische und rumänische Volkslieder für gemischten Chor a cappella
- Lenz- und Liebeslieder op. 72 für gemischten Chor, Soli und Klavier zu vier Händen

### Kammermusik und sonstige Werke
- Quintett für Klavier und Bläser op. 136 (1920)
- Sextett für Klavier und Bläser
- 4 Klaviertrios
- 2 Klavierquartette
- 2 Klavierquintette
- Trio-Fantasien für Klavier, Violine und Violoncello
- Sonaten und Suiten für Kammerbesetzung
- 3 Sonaten für zwei Klaviere
- zahlreiche Klavierstücke
- einige Orgelwerke